# 武蔵野徳洲会病院
武蔵野徳洲会病院（むさしのとくしゅうかいびょういん）は東京都西東京市にある私立の医療機関である。医療法人徳洲会により運営される。

## 診療科・部門
出典 

### 診療科
- 内科
- 循環器内科
- 消化器内科
- 腎臓内科
- 肝臓内科
- 呼吸器内科
- 糖尿病内科
- 外科
- 消化器外科
- 呼吸器外科
- 乳腺外科
- 整形外科
- 脳神経外科
- 形成外科
- 血管外科
- 泌尿器科
- 小児科
- 婦人科
- 皮膚科
- 耳鼻咽喉科
- 救急科
- リハビリテーション科
- 歯科口腔外科
- 放射線科
- 麻酔科
- 病理診断科

### センター
- 大腿骨骨折治療センター
- 低侵襲・ロボット手術センター
- 尿路結石治療２４時間センター
- 消化器/内視鏡センター
- 健康管理センター
- 循環器病センター
- 臨床試験センター
- 血液浄化センター（透析）
- 歯科口腔外科
- 救急医療センター
- 脳血管内治療センター

### 部門
- 看護部
- 放射線科
- 臨床検査科
- リハビリテーション科
- 薬剤部
- 栄養管理室
- 医療安全管理室
- 感染管理室
- NST
- 在宅医療支援室

## 医療機関の指定・認定
出典
| 東京都災害拠点連携病院     | 東京都指定二次救急医療機関 |
| 東京都地域救急医療センター | 保険医療機関               |
| 生活保護法指定医療機関     | 労災保険指定医療機関       |
| 東京都肝臓専門医療機関     |                            |